# Желобудзький потік
Желобудзький потік  (словац. Želobudzský potok) — річка; права притока Градної, протікає в округах Зволен і Детва.
Довжина приблизно 6.4-7.0 км. Витік знаходиться в масиві Поляна (геоморфологічна підодиниця Детвянське передгір'я) — на висоті приблизно 885 метрів. Впадає річка Скалиця.
Протікає територією сіл Очова і Дубрави. Впадає у Градну на висоті приблизно 380—385 метрів.